# Ružynský rajón
Ružynský rajón (ukrajinsky Ружинський район) byl rajón v Žytomyrské oblasti na Ukrajině. Hlavním městem byl Ružyn a rajón měl přibližně 27 tisíc obyvatel. 

## Sídla v rajónu
- Ružyn